# Provincia de Takéo
La Provincia de Takéo es una provincia del Reino de Camboya situada en el sur del país. Sus límites son: N Provincia de Kandal, E Vietnam, S Vietnam, O Provincia de Kompot. La capital es la Ciudad de Takéo.

## Historia
Una parte considerables del territorio de la Provincia es ganado por las inundaciones anuales que, por otra parte, permitieron descubrir antiguos canales que interconectaban con el Puerto de Oc Ev en Vietnam. En Takéo se encuentran además los únicos restos arqueológicos del antiguo Reino Funán, antecesor del Imperio jemer.

## Geografía
Una región dominada por el agua en su mayoría gracias a su pertenencia a la llanura camboyana. 

## División política
La Provincia se divide en 10 distritos:
- 2101 Angkor Borei
- 2102 Bati
- 2103 Bourei Cholsar
- 2104 Kiri Vong
- 2105 Koh Andaet
- 2106 Prey Kabbas
- 2107 Samraong
- 2108 Doun Kaev
- 2109 Tram Kak
- 2110 Treang

- Datos: Q613345
- Multimedia: Takeo Province / Q613345